# Eupetrichthys angustipes
Eupetrichthys angustipes là loài cá biển duy nhất thuộc chi Eupetrichthys trong họ Cá bàng chài. Loài này được mô tả lần đầu tiên vào năm 1888.

## Từ nguyên
Từ định danh của chi, eupetrichthys, tạm dịch là "loài cá đẹp sống trên đá" theo tiếng Hy Lạp, hàm ý đề cập đến kiểu màu bắt mắt của loài cá này.
Từ định danh của loài, angustipes, trong tiếng Latinh có nghĩa là "thân mảnh" (angustus: "mảnh mai" + stipes: "cơ thể"), hàm ý đề cập đến cơ thể thuôn dài của chúng.

## Phạm vi phân bố và môi trường sống
E. angustipes là một loài đặc hữu của vùng biển phía nam nước Úc. Loài cá này được tìm thấy từ vùng bờ biển bang New South Wales vòng xuống phía nam đến quần đảo Houtman Abrolhos, Tây Úc; E. angustipes hiếm khi cũng được nhìn thấy ở eo biển Bass.
E. angustipes sinh sống gần những rạn san hô và đá ngầm phủ đầy tảo và cỏ biển ở độ sâu đến ít nhất là 40 m.

## Mô tả
E. angustipes có chiều dài cơ thể tối đa được ghi nhận là 20 cm. Nửa thân trên của E. angustipes có màu xanh lục sẫm đến màu nâu xám, nửa thân dưới và bụng trắng, có thể hơi vàng. Hai bên thân có các khoanh sọc màu đen, chuyển thành màu hơi nâu hoặc tím nhạt ở bụng. Nửa đầu trên màu nâu vàng, có các vệt đốm màu nâu đen; má và vùng họng trắng nhạt. Vây lưng và vây hậu môn có màu nâu vàng, nửa vây ngoài có một dãy các đường sọc ngang hẹp màu xanh lam nhạt; rìa vây viền xanh óng. Vây đuôi có 6 - 10 đường sọc màu nâu. Vây bụng hơi vàng, gốc vây có màu nâu đỏ. Vây ngực trong suốt.
Cá đực mùa sinh sản có sắc đỏ bao phủ khắp cơ thể, hoặc một số cá thể chỉ có vùng đầu màu đỏ nhạt với lưng sẫm màu, bụng trắng với các vệt đỏ. Nửa ngoài của vây lưng, vây hậu môn và vây đuôi có các hàng chấm màu xanh óng; vây bụng màu đỏ.
Số gai ở vây lưng: 9; Số tia vây ở vây lưng: 11 - 12; Số gai ở vây hậu môn: 3; Số tia vây ở vây hậu môn: 10 - 11; Số tia vây ở vây ngực: 13; Số gai ở vây bụng: 1; Số tia vây ở vây bụng: 5.

## Sinh thái và hành vi
E. angustipes được quan sát là có hành vi khá giống với loài rắn. Khi nghỉ ngơi, E. angustipes nằm cuộn tròn mình, hoặc nghiêng người về một bên và ngóc đầu lên. E. angustipes cũng có thể bơi ở tư thế thẳng đứng với đuôi hướng xuống. Ngay cả màu sắc trên cơ thể làm chúng trông khá giống với màu sắc trên cơ thể loài rắn, nên E. angustipes có tên thường gọi là snakeskin wrasse (bàng chài da rắn).

### Trích dẫn
- B. C. Russell (1988). “Revision of the labrid fish genus Pseudolabrus and allied genera” (PDF). Records of the Australian Museum. 9: 1–72.